# 15635 Andrewhager
15635 Andrewhager è un asteroide della fascia principale. Scoperto nel 2000, presenta un'orbita caratterizzata da un semiasse maggiore pari a 2,4390427 au e da un'eccentricità di 0,1818174, inclinata di 3,26078° rispetto all'eclittica.
L'asteroide è dedicato allo studente statunitense Andrew T. Hager.